# Peter Rahbæk Juel
Peter Rahbæk Juel (født 6. oktober 1977) har siden 1. januar 2017 været borgmester i Odense Kommune for Socialdemokratiet. Han er gift med Christina Rahbæk Juel, der også har været medlem af byrådet i Odense og pr. 2022 arbejder som konstitueret økonomichef ved Faaborg-Midtfyn Kommune.
Peter Rahbæk Juel har siden d. 1. oktober 2014 arbejdet som Sekretariatschef i Byg til Vækst, der arbejder med at udvikle byggebranchen på Fyn og få unge og ledige i job og uddannelse.

## Baggrund
Peter Rahbæk Juel flyttede i 1996 fra Skjern i Vestjylland til Odense for at studere på Syddansk Universitet. Han har hovedfag i historie og sidefag i samfundsfag.
Det politiske engagement startede i Danmarks Socialdemokratiske Ungdom (DSU) og siden hen i Frit Forum og Socialdemokratiet, mens han gik på universitetet. Han har været næstformand i DSU Odense, og fra 2000 til 2004 sad han i DSU's landsforeningsudvalg, hvor han var redaktør på DSU's medlemsblad. Fra 2004 til 2006 var han formand for Frit Forum Odense.

## Politisk karriere
Siden 2006 har Peter Rahbæk Juel været medlem af Odense Byråd, hvor han var gruppeformand, indtil han i 2008 blev rådmand. Peter Rahbæk Juel blev i 2007 valgt til at efterfølge Lotte Bundsgaard som Socialdemokraternes folketingskandidat i Odenses 2. kreds. Den 1. august 2008 blev Peter Rahbæk Juel rådmand i Ældre- og Handicapforvaltningen efter Søren Thorsager, som udtrådte af byrådet.
Efter kommunalvalget i 2009 blev Peter Rahbæk Juel rådmand i Social- og Arbejdsmarkedsforvaltningen. Ved Kommunalvalget 2013 mistede Peter Rahbæk Juel sin rådmandspost i Social- og Arbejdsmarkedsforvaltningen, som Radikale Venstre fik. Dette var på trods af, at han fik 2358 personlige stemmer, som var en forbedring på 1310 stemmer i forhold til Kommunalvalget 2009.
Efter kommunalvalget i 2013 blev Peter Rahbæk Juel politisk ordfører for sit parti. Den 4. april 2016 blev han valgt som borgmesterkandidat for Socialdemokratiet i Odense til kommunalvalget i 2017, da Anker Boye meddelte, at han ikke genopstiller. Pr. 1. januar 2017 overtog han borgmesterposten. Ved valget den 21. november 2017, fik han 28.425 personlige stemmer. Det højeste antal personlige stemmer i 12 år på Fyn.[kilde mangler] Hans blok, bestående af A, B, F, Ø og Å, vandt valget med 18 mod 11 mandater. Han tiltrådte derfor som borgmester endnu engang den 1. januar 2018
Juel har været medlem af bestyrelsen i KL (Kommunernes Landsforening) fra 2022,  og siden december 2024 har han været næstformand for foreningen.